# 沙鸡科
沙鸡科（學名：Pteroclidae）為沙鸡目（Pterocliformes）下唯一一科。在過往的鸟类传统分类系统中是鸟纲中的鸽形目中的一个科。

## 描述

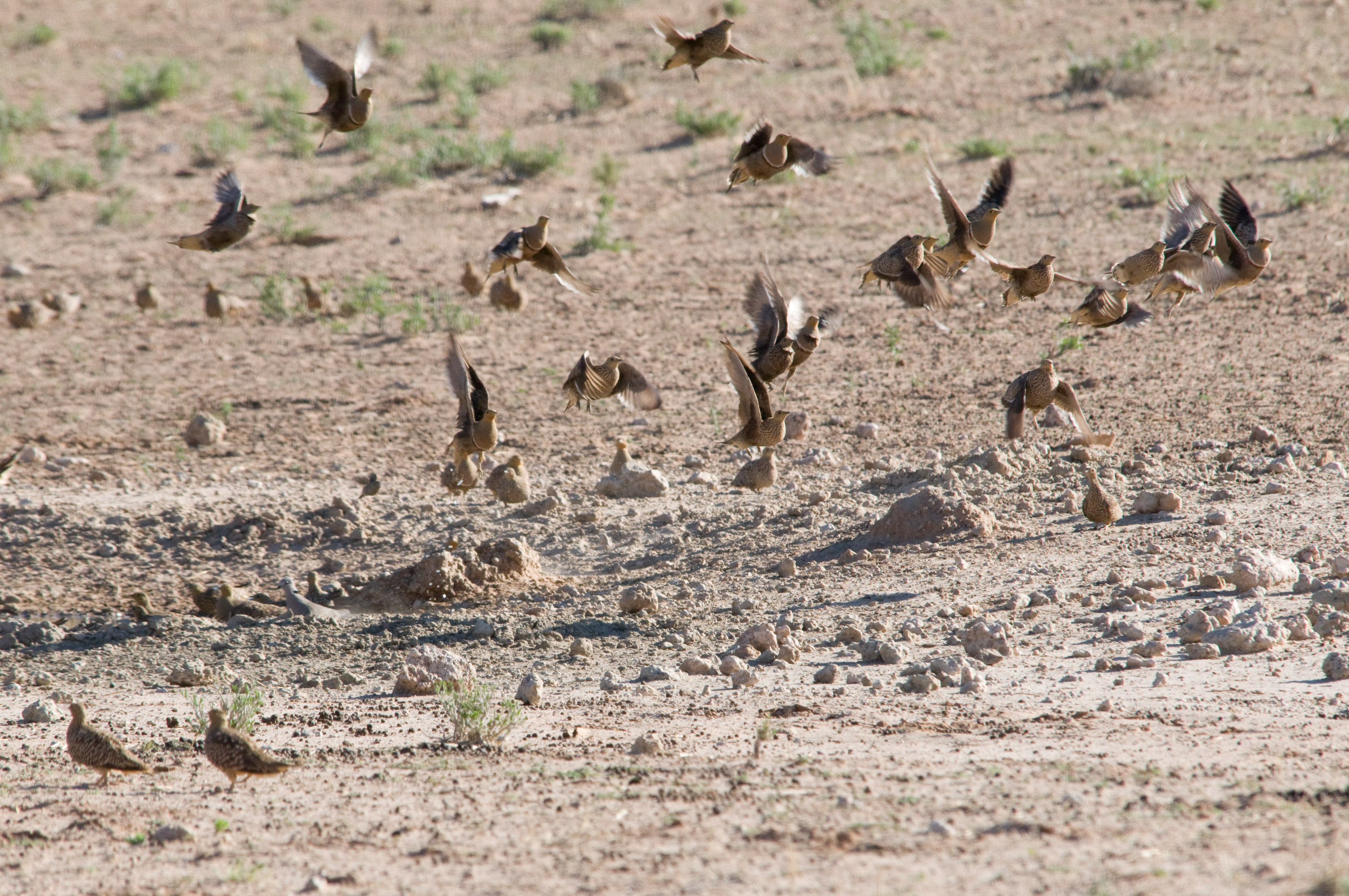
沙雞是群體生物，能夠同時的移動與飲水。

沙雞體型小，有鴿子般的頭部和頸部以及壯碩的身體。體長24至40公分，重量150至500克。兩性異形成年雄性沙雞體型略比雌性沙雞大，顏色也比較鮮豔。快速直接飛行特點歸因於十一個具有長尖翼的羽毛。強壯的翅膀肌肉讓他們能夠快速起飛與持續飛行。成年沙雞，特別是雄性的腹部羽毛特別適合吸收水分並保留它，使沙雞能將水攜帶到離水坑數英里外小沙雞飲用，這種利用羽毛攜帶水的水量為15至20毫升。

## 外部連結
- Sandgrouse videos （页面存档备份，存于） on the Internet Bird Collection
- . . 1905.